# Muhd Noor Firdaus Ar-Rasyid
Muhd Noor Firdaus Ar-Rasyid, född 22 oktober 1996, är en friidrottare från Brunei. Han deltog vid olympiska sommarspelen 2020.